# Montesquieu
(Prefazione di Giuseppe Bedeschi a Pensieri, RCS MediaGroup, 2011)
Charles-Louis de Secondat, barone di La Brède e di Montesquieu, meglio noto solamente come Montesquieu (La Brède, 18 gennaio 1689 – Parigi, 10 febbraio 1755), è stato un filosofo, giurista e storico francese.
È considerato il fondatore della teoria politica della separazione dei poteri.

## Biografia
Charles-Louis de Secondat nacque da un'illustre famiglia di giuristi appartenente alla nobiltà di toga aquitana, in particolare della provincia della Gironda. Figlio di Jacques de Secondat, barone di Montesquieu (1654-1713), e di Marie-Françoise de Pesnel, baronessa di la Brède (1665-1696), venne alla luce nel castello di La Brède, nell'allora circondario di Bordeaux.
Dopo avere studiato nel famoso collegio dei padri oratoriani di Juilly venne indirizzato agli studi giuridici, che completò nel 1708. Nel 1714 era già consigliere del parlamento di Bordeaux. Nel 1715 il matrimonio con Jeanne de Lartigue, proveniente da una ricca famiglia ugonotta neo-nobiliare, gli consentì di ricevere una notevole dote. Nel 1716 morì lo zio paterno, da cui ereditò il titolo nobiliare, il patrimonio e la carica di presidente dello stesso Parlamento.
Studioso, tanto appassionato di problemi giuridici quanto di scienze naturali e di fisica, venne accolto all'Accademia delle Scienze di Bordeaux, dove presentò e discusse interessanti memorie consacrate ad argomenti scientifici e filosofici. Scrisse memorie di anatomia, botanica, fisica, etc., tra cui Les causes de l'écho, Les glandes rénales et La cause de la pesanteur des corps.
Con schietto atteggiamento illuminista considerò la religione come instrumentum regni e all'Accademia lesse persino una Dissertation sur la politique des Romains en matière de religion 1716 assumendo quell'atteggiamento critico nei confronti della Chiesa che lo portò a condannare ogni forma di acquiescenza dell'uomo sia verso essa sia verso lo Stato.
La sua fama, ancora ristretta all'ambito provinciale, si accrebbe enormemente con la pubblicazione delle Lettres Persanes (1721; Lettere Persiane). Pubblicate anonime (ma ben presto si seppe il nome dell'autore), le Lettere Persiane, il suo primo capolavoro, offrono il pretesto all'autore, nel descrivere l'immaginario viaggio in Europa di due persiani, Usbek e Rica, di fare un'acuta analisi dei costumi e della società del tempo (l'arco temporale delle lettere va dal 1711 al 1720) con profonde riflessioni filosofiche unite a uno spirito irriverente e spesso ironico e satirico. Il libro si conclude con una doppia catastrofe: in occidente, a Parigi, con il crollo del sistema politico e finanziario di John Law; in Oriente con la rivolta del serraglio, ovvero dell'harem che Usbek, grande signore, manteneva a Ispahan (la capitale, allora, del Regno di Persia). Nell'ultima celeberrima lettera, indirizzata al marito Usbek, la moglie favorita, Roxane, gli confessa il suo tradimento e descrive il suo suicidio "in tempo reale", come diremmo oggi.

Lettres familieres a divers amis d'Italie, 1767. Da BEIC, biblioteca digitale

A causa dei debiti nel 1726 mise in vendita la sua carica, pur conservando il diritto ereditario su di essa. In seguito all'elezione nell'Académie française (1728) intraprese numerosi viaggi in Europa: Austria, Ungheria, Italia (1728), Germania (1729), Paesi Bassi e Inghilterra (1730), il cui soggiorno si dilungò per circa un anno. In questi viaggi si occupò attentamente della geografia, dell'economia, della politica e dei costumi dei Paesi che visitava.
Il 12 maggio 1730 fu iniziato alla Massoneria nella Loggia della "Horn Tavern" di Londra. Secondo un'altra fonte, invece, fu iniziato nel 1720 e nel 1725 fu tra i fondatori della prima loggia parigina.
Di ritorno al castello De la Brède, nel 1734, pubblicò una riflessione storica intitolata Considérations sur les causes de la grandeur des Romains et de leur décadence (Considerazioni sulle cause della grandezza dei romani e della loro decadenza), coronamento dei suoi viaggi, e raccolse numerosi documenti per preparare l'opera della sua vita: De l'esprit des lois (Lo spirito delle leggi). Pubblicato anonimo nel 1748 grazie anche all'aiuto di Mme de Tencin, tale capolavoro ebbe un successo enorme, soprattutto in Gran Bretagna. Esso stabilisce i principi fondamentali delle scienze economiche e sociali e concentra tutta la sostanza del pensiero liberale. A seguito degli attacchi che il suo libro subì, Montesquieu pubblicò nel 1750 la Défense de l'Esprit des lois (Difesa dello spirito delle leggi).
Dopo la pubblicazione di Lo spirito delle leggi Montesquieu fu circondato da un vero e proprio culto. Egli continuò i suoi viaggi in Ungheria, in Austria e in Italia, dove soggiornò un anno e nel Regno Unito, in cui si fermò per un anno e mezzo. Afflitto dalla quasi totale perdita della vista, riuscì a partecipare comunque alla stesura dell'Encyclopédie. Morì nel 1755 a causa di una forte infiammazione.
Gli è stato dedicato un asteroide, 7064 Montesquieu.

## LeLettere persiane
Le Lettere persiane è un romanzo epistolare scritto nel 1721, che presenta i caratteri consueti a molte opere appartenenti al primo illuminismo. È una pungente satira dei costumi francesi, analizzati dal punto di vista di due viaggiatori persiani, Usbek e Rica, giovani colti e appartenenti all'alta società. I sarcasmi delle lettere non risparmiano né le istituzioni né gli uomini del tempo. I personaggi, essendo stranieri, vedono la Francia in modo distaccato, criticando vita e costumi di una società cattolica e assolutistica. Con la figura di Luigi XIV Montesquieu vuole colpire il regime monarchico, delineando la sua concezione politica in netto contrasto con l'assolutismo di Thomas Hobbes.
Per ciò che trattano, le lettere preannunciano lo spirito critico proprio dello Spirito delle leggi, volto ad analizzare le caratteristiche, appunto, dello "spirito" che accomuna tutte le leggi umane. Da qui parte la forte critica al dispotismo di tipo orientale basato sulla paura (crainte, terreur), sia del despota (Usbek) di venire disobbedito e tradito sia dei sudditi (mogli, eunuchi) di essere puniti, sorretta da leggi religiose che rendono questo sistema sociale auto-perpetuantesi, seppur con l'importante eccezione del tradimento e del suicidio di Roxane, con il quale si conclude il libro.
Lo stile dell'opera è contraddistinto da due mode letterarie allora in voga: la descrizione di tipo documentaristico di Paesi stranieri e le impressioni di stranieri 'stupiti' degli usi e costumi della società occidentale, così differenti da quelli orientali, con i quali vengono costantemente comparati. Montesquieu fa una critica feroce alla società europea (ma anche a quella orientale), senza risparmiare le istituzioni politiche e la religione cristiana (ma anche quella islamica). Al contempo l'autore afferma i valori della libertà e della tolleranza.

## Lo spirito delle leggi

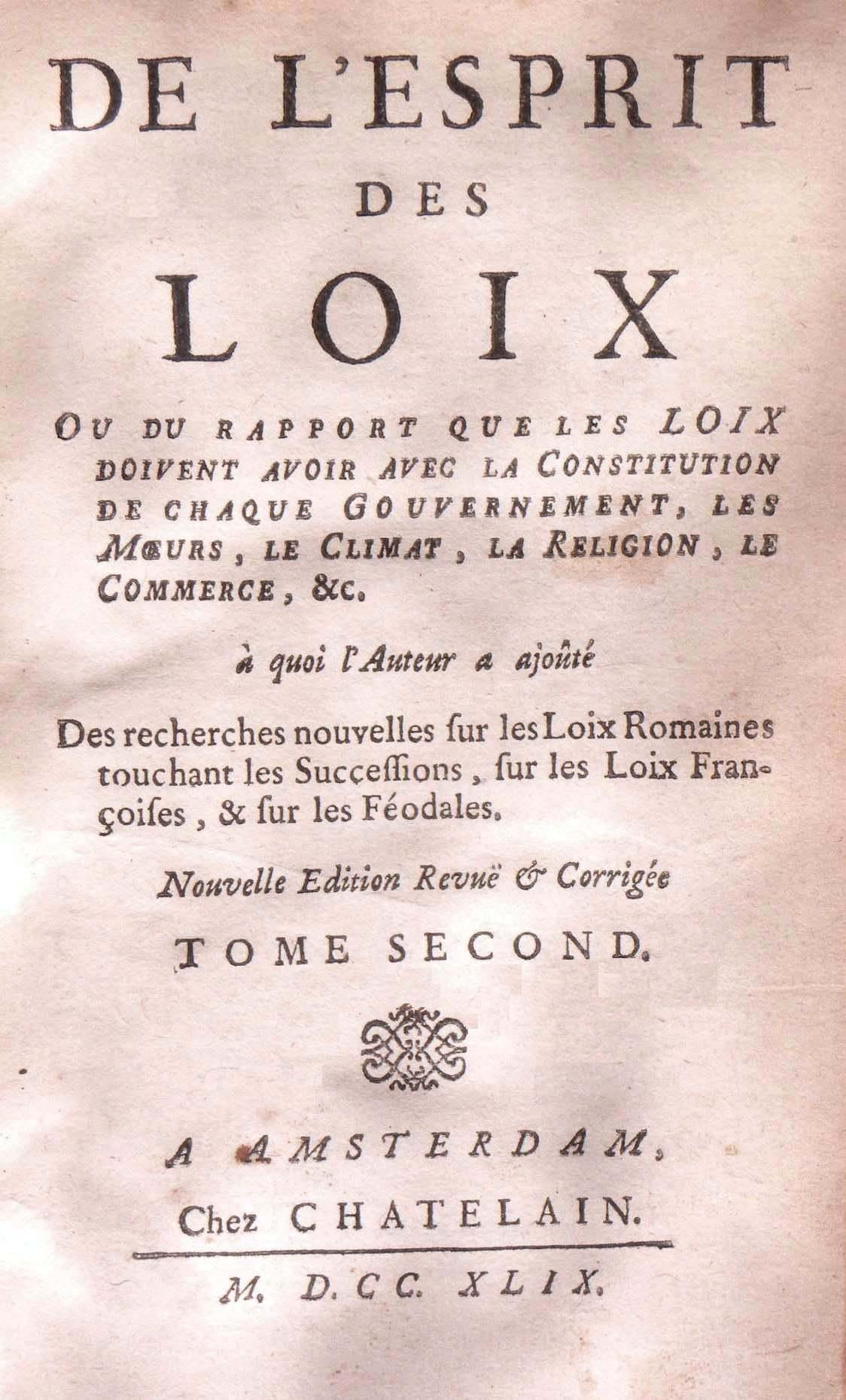
Frontespizio del secondo volume del De l'esprit des loix in un'edizione del 1749.

Montesquieu pubblica la sua opera più importante e monumentale, Lo spirito delle leggi (L'esprit des lois), frutto di quattordici anni di lavoro, anonimamente nella Ginevra di Jean-Jacques Rousseau, nel 1748.
Due volumi, trentuno libri, un lavoro tra i maggiori della storia del pensiero politico. Una vera e propria enciclopedia del sapere politico e giuridico del Settecento.
L'opera venne attaccata da gesuiti e giansenisti e messa all'Indice (Index Librorum Prohibitorum) nel 1751, dopo il giudizio negativo della Sorbona.

Nel libro XI di Lo spirito delle leggi Montesquieu traccia la teoria della separazione dei poteri. Partendo dalla considerazione che il "potere assoluto corrompe assolutamente", l'autore analizza i tre generi di poteri che vi sono in ogni Stato: il potere legislativo (fare le leggi), il potere esecutivo (farle eseguire) e il potere giudiziario (giudicarne i trasgressori). Condizione oggettiva per l'esercizio della libertà del cittadino, è che questi tre poteri restino nettamente separati.
Montesquieu cercò di dimostrare come, sotto la diversità degli eventi, la storia abbia un ordine e manifesti l'azione di leggi costanti. Ogni ente ha le proprie leggi. Le istituzioni e le leggi dei vari popoli non costituiscono qualcosa di casuale e arbitrario, ma sono strettamente condizionate dalla natura dei popoli stessi, dai loro costumi, dalla loro religione e sicuramente anche dal clima. Al pari di ogni essere vivente anche gli uomini, e quindi le società, sono sottoposte a regole fondamentali che scaturiscono dall'intreccio stesso delle cose.
Queste regole non debbono considerarsi assolute, cioè indipendenti dallo spazio e dal tempo; esse al contrario, variano al mutare delle situazioni; come i vari tipi di governo e delle diverse specie di società. Ma, posta una società di un determinato tipo, sono dati i principi ai quali essa non può derogare, pena la sua rovina. Ma quali sono i tipi fondamentali in cui si può organizzare il governo degli uomini?
Montesquieu ritiene che i modi di governo degli uomini siano essenzialmente tre: la repubblica, la monarchia e il dispotismo.

Ciascuno di questi tre tipi ha propri princìpi e proprie regole da non confondersi tra loro.
Il principio che è alla base della repubblica è, secondo Montesquieu, la virtù, cioè l'amor di patria e dell'uguaglianza; il principio della monarchia è l'onore ossia l'ambizione personale; il principio del dispotismo, la paura che infonde nei cuori dei sudditi.
La repubblica è la forma di governo in cui il popolo è al tempo stesso monarca e suddito; il popolo fa le leggi e elegge i magistrati, detenendo sia la sovranità legislativa sia quella esecutiva.
Al polo opposto della repubblica vi è il dispotismo, nel quale una singola persona accentra in sé tutti i poteri e di conseguenza lede la libertà dei cittadini. Montesquieu fa trasparire profonda avversione per ogni forma di dispotismo, poiché sono le leggi a doversi conformare alla vita dei popoli e non viceversa.
Montesquieu fu grande ammiratore del sistema inglese. Infatti in Gran Bretagna regnava un sistema di separazione dei poteri che garantiva il più alto livello di libertà al mondo. A differenza di come spesso si dice, Montesquieu non aspira a traghettare in Francia il modello rappresentativo inglese. Egli si oppone all'assolutismo auspicando la riconquista di uno spazio per quei poteri intermedi di origine feudale, come i parlamenti, che detenevano il potere giudiziario in Francia e che l'avanzare dell'assolutismo aveva progressivamente svuotato. Il filosofo si pone così come difensore di istituzioni che avevano fatto il loro tempo, ma pur con uno sguardo nostalgico verso il passato egli apre la strada alla politica moderna perfezionando la teoria della separazione dei poteri già presente in Locke.
La tesi fondamentale - secondo Montesquieu - è che può dirsi libera solo quella costituzione in cui nessun governante possa abusare del potere a lui affidato. Per contrastare tale abuso bisogna fare sì che "il potere arresti il potere", cioè che i tre poteri fondamentali siano affidati a mani diverse, in modo che ciascuno di essi possa impedire all'altro di esorbitare dai suoi limiti e degenerare in tirannia. La riunione di questi poteri nelle stesse mani, siano esse quelle del popolo o del despota, annullerebbe la libertà perché annullerebbe quella "bilancia dei poteri" che costituisce l'unica salvaguardia o "garanzia" costituzionale in cui risiede la libertà effettiva. "Una sovranità indivisibile e illimitata è sempre tirannica".
L'argomento della libertà è sicuramente molto importante, però questa parola, secondo il filosofo, è spesso confusa con altri concetti, come, per esempio, quello dell'indipendenza. Nella democrazia sembra che il popolo possa fare quello che vuole, il potere del popolo è confuso così con la libertà del popolo; la libertà è infatti il diritto di fare ciò che le leggi permettono. Se un cittadino potesse fare ciò che le leggi proibiscono non ci sarebbe più libertà.
La libertà politica è quella tranquillità di spirito che la coscienza della propria sicurezza dà a ciascun cittadino; e condizione di tale libertà è un governo organizzato in modo che nessun cittadino possa temere un altro.
In ogni Stato vi sono due poteri: il potere legislativo, il potere esecutivo.
- In forza al primo, il popolo o la nobiltà hanno il diritto di fare le leggi o fare abrogare quelle fatte dalla controparte.
- In forza al secondo, il monarca fa eseguire rapidamente il potere legislativo e amministra la giustizia.

"Il potere corrompe, il potere assoluto corrompe assolutamente": partendo da questa considerazione Montesquieu traccia la teoria della separazione dei poteri, analizzando in particolare il modello costituzionale inglese. Tale teoria, divenne, grazie all'opera di Montesquieu, una delle pietre miliari di tutte le costituzioni degli Stati sorti dopo il 1789.
Montesquieu nei suoi scritti fa notare ai lettori i casi in cui si calpesta la libertà dei cittadini; il potere legislativo e quello esecutivo non possono mai essere accomunati sotto un'unica persona o corpo di magistratura, perché in tale caso potrebbe succedere che il monarca oppure il senato facciano leggi tiranniche e le eseguano di conseguenza tirannicamente. Neanche il potere giudiziario può essere unito agli altri due poteri: i magistrati non possono essere contemporaneamente legislatori e coloro che applicano – in qualità di magistrati – le leggi. Così, ovviamente i legislatori non possono essere contemporaneamente giudici: avrebbero un immenso potere che minaccerebbe la libertà dei cittadini.
Montesquieu sostiene la validità del sistema giudiziario francese, affidato ai parlamenti. Un'unica classe sociale, la nobiltà di Toga, detiene questo potere attraverso la venalità delle cariche che ne garantisce l'autonomia.
Montesquieu riflette inoltre sui rappresentanti del popolo. «Poiché, in uno Stato libero, qualunque individuo che si presume abbia lo spirito libero deve governarsi da sé medesimo, bisognerebbe che il corpo del popolo avesse il potere legislativo. Ma siccome ciò è impossibile nei grandi Stati, e soggetto a molti inconvenienti nei piccoli, bisogna che il popolo faccia per mezzo dei suoi rappresentanti tutto quello che non può fare da sé». Conviene quindi che gli abitanti si scelgano un rappresentante, capace di discutere gli affari, che possa dare voce al popolo nell'ambito del potere legislativo. La nazione è quindi espressa dai suoi rappresentanti, cittadini più interessati alla cosa pubblica, che devono informare sui bisogni dello Stato, sugli abusi che si riscontrano e sui possibili rimedi. Sicuramente sarebbe molto più democratico dare la parola a ogni cittadino, ma si incapperebbe in lungaggini e tutta la forza della nazione rischierebbe di essere arrestata per il capriccio di un singolo.
Inoltre è necessario che i rappresentanti siano eletti periodicamente e che ogni cittadino nei vari distretti abbia il diritto di esprimere il suo voto per eleggere il deputato. Montesquieu però prefigura una limitazione del diritto di voto, nega tale diritto a chi non è proprietario o in una situazione assimilabile a quella di proprietario, dotato di averi, quindi si basa su una marcata differenziazione di stratificazione sociale.
Tutto questo sembra limitativo, ma in seguito lo sviluppo del reddito reso possibile dalla società industriale, dai commerci, dall'artigianato imprenditoriale, farà aumentare il numero di cittadini rappresentanti interessati alla stabilità dello Stato, permettendo gradualmente l'estensione del voto sino al suffragio universale.
Così Montesquieu spiega la divisione dei poteri e definisce le rispettive sfere di attribuzioni:
In questo modo Montesquieu conclude il suo libro:
(libro XI di Lo spirito delle leggi, Montesquieu)
Possiamo dire che lo studio che il giurista lascia delle istituzioni di popoli diversi e lontani nel tempo e nello spazio ha come intento fondamentale quello di identificare i fini in base ai quali gli uomini si organizzano in forme politiche e sociali originali. Esiste per l'autore un senso per ogni istituzione. Montesquieu vede lo Stato come un organismo che tende alla propria autoconservazione, nel quale le leggi riescono a mediare tra le diverse tendenze individuali in vista del perseguimento di un obiettivo comune.
L'arte di creare una società e di organizzarla compiutamente è per Montesquieu l'arte più alta e necessaria, in quanto da essa dipende il benessere necessario allo sviluppo di tutte le altre arti.

## Montesquieu e l'economia politica
Secondo la studiosa francese Céline Spector, Montesquieu può essere visto come il fondatore dell'economia politica come scienza.
Lo storico italiano Paolo Prodi, nel suo studio "Settimo non rubare" dedicato al concetto di "Mercato" come tratto costitutivo profondo della storia europea, cita la ricerca della Spector, definendola innovativa, inserendo alcuni aspetti della figura di Montesquieu nella sua trattazione relativa alla "repubblica internazionale del denaro" (concetto con il quale si indica "non una vaga rete di mercanti-viaggiatori e di fiere, ma un potere immateriale estremamente forte, anche se non territorialmente radicato, che condiziona i nuovi principati e le monarchie fra XVI e XVII secolo, quella che è stata chiamata la repubblica internazionale del denaro che caratterizza in modo particolare l'ultima fase del medioevo e la prima età moderna).
Per spiegare meglio il ruolo di Montesquieu rispetto ai concetti di "mercato" e di "economia politica" Prodi cita la famosa espressione posta all'inizio del libro XX di "Lo spirito delle leggi" ("ovunque vi sono costumi miti v'è commercio e ovunque v'è commercio vi sono costumi miti") e la sua affermazione sulla superiorità inglese rispetto all'antico impero romano, dovuta al maggior peso dell'economia rispetto alla politica (teoria del doux commerce):

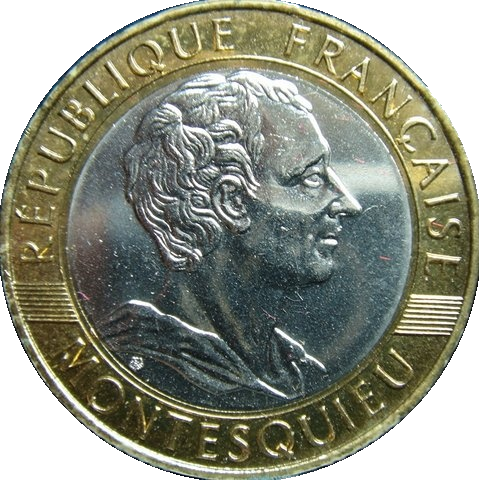
Una moneta del 1989 da 10 franchi raffigurante il profilo di Montesquieu

Nella sua analisi in "Settimo non rubare", dunque, Prodi ricorda che nello schema divulgato della teoria della divisione dei poteri di Montesquieu non viene di solito ricordata la sua affermazione circa la necessaria divisione fra il potere economico e quello politico. Non è bene che il potere politico e il potere economico appartengano a un'unica persona, quella del monarca.
Per la medesima ragione le compagnie di commercianti che si associano per un certo commercio, convengono raramente al governo di un solo. La natura di queste compagnie è di dare alle ricchezze private la forza delle ricchezze pubbliche. Ma in questi Stati, simile forza non può trovarsi che nelle mani del principe.»
Eppure in quegli anni, nota Prodi, persino la monarchia inglese, vero modello di Montesquieu, assiste al rischio di una sovrapposizione totale della politica sull'economia, per via dell'uso spregiudicato della banca pubblica e delle concessioni monopolistiche.
Secondo l'interpretazione fornita dalla Spector, quelle che all'epoca di Montesquieu sono le nuove ricchezze mobiliari, capaci per loro natura di superare ogni frontiera, sono considerabili come le uniche forze che possono fare fallire la pratica della tirannide. La ragion di Stato e anche il mercantilismo devono lasciare il posto all'etica commerciante, i grandi finanzieri in virtù dell'indipendenza dei loro circuiti internazionali possono sostenere la libertà politica e limitare il potere, dunque la proprietà mobiliare favorisce in definitiva la libertà e il diritto, mentre la proprietà fondiaria favorisce la servitù.
In conclusione la lucidità di Montesquieu nel porre il fenomeno della territorializzazione delle ricchezze al cuore della sua riflessione sulla modernità commerciante è il punto cruciale che lo rende ancora interessante oggi, nell'ambito degli studi relativi alla nascita dell'economia politica.

## Opere
- Montesquieu, Considerazioni sulle cause della grandezza dei Romani e della loro decadenza e Dialogo tra Silla ed Eucrate, a cura di D. Felice, Milano, Feltrinelli, 2021.
- Montesquieu, Pensieri Riflessioni Massime, a cura di D. Felice, Milano, Edizioni Società Aperta, 2021,
- Tutte le opere (1721-1754). Lettere persiane, Tempio di Cnido, Considerazioni sulle cause della grandezza dei Romani e della loro decadenza, Dialogo tra Silla ed Eucrate, Lo spirito delle leggi, Difesa dello Spirito delle leggi, Lisimaco, a cura di Domenico Felice, Milano, Bompiani, 2014.
- Scritti postumi (1757-2006). I miei pensieri - I miei viaggi - Saggi - Romanzi filosofici - Memorie e discorsi accademici - Poesie, Firenze-Milano, Giunti-Bompiani ("Il pensiero occidentale"), a cura di Domenico Felice, 2017.
- Lettere persiane, a cura di Domenico Felice, Milano, Feltrinelli, 2020
- De l'esprit des lois (1748), terza trad. it. a cura di Domenico Cavallari, Napoli (1777); trad. it. a cura di S. Cotta, Torino, Utet, 1952 (rist.: 2004).
- Lettere persiane (Lettres persanes) (1721): trad. it. di G. Alfieri Todaro-Faranda, Milano, Rizzoli, 1952 (nona ediz. con Introduzione e Note di Jean Starobinski, 2009); trad. it. di Vincenzo Papa, Milano, Frassinelli, 1995; trad. it. di Vincenzo Papa, MIlano, Oscar Mondadori, 2010; trad. it. di L. Binni, Milano, Garzanti, 2012.
- Considerazioni sulle cause della grandezza dei Romani e della loro decadenza. Lausanne, (1734), trad. it. a cura di D. Monda, Milano, Rizzoli, 2004.
- Défense de l'Esprit des lois (1750)
- Essai sur les causes qui peuvent affecter les esprits et les caractères, trad. it. a cura di D. Felice, Pisa, ETS, 2004.
- Geographica
- Mes pensées (trad. it. I miei pensieri, in Montesquieu, a cura di D. Felice, Firenze-Milano, Giunti-Bompiani, 2017)
- Réflexions sur la monarchie universelle en Europe (1734) (tr. it. in Montesquieu, cura di D. Felice, Firenze-Milano, Giunti-Bompiani, 2017)
- Réflexions sur le caractère de quelques princes et sur queleques événements de leur vie (tr. it. in Montesquieu, a cura di D. Felice, Firenze-Milano, Giunti-Bompiani, 2017)
- Considérations sur les richesses de l'Espagne (tr. it. in Montesquieu, a cura di D. Felice, Firenze-Milano, Giunti-Bompiani, 2017)
- Spicilège
- Dialogue de Sylla et d'Eucrate (tr. it. in Montesquieu, Tutte le opere], a cura di D. Felice,Milano, Bompiani, 2014)
- Essai sur le goût (1753) pubblicato nel tomo VII dell'Enciclopedia (1757) (tr. it. in Montesquieu, Scritti postumi, a cura di D. Felice, Firenze-Milano, Giunti-Bompiani, 2017)
- Le Temple de Gnide (tr. it. in Montesquieu, Tutte le opere, a cura di D. Felice,Milano, Bompiani, 2014)
- Lettres familieres a divers amis d'Italie, 1767.
- Mes voyages (tr. it. I miei viaggi, in Montesquieu, Scritti postumi, a cura di D. Felice, Firenze-Milano, Giunti-Bompiani, 2017).